# The Dutch (golfclub)
The Dutch is een Nederlandse golfclub bij Spijk in de provincie Gelderland.

## Geschiedenis
De plannen voor de aanleg van 'The Dutch' ontstonden in 2003 in het brein van Alan Saddington, een Schotse golfprofessional die in 1986 naar Nederland kwam.
In 2007 waren de plannen rond, de vergunningen aangevraagd, en bijna 500 aandelen verkocht. Het budget is € 30.000.000.

## Twee 18 holesbanen
De eerste golfbaan werd door Colin Montgomerie ontworpen. De aanleg van de 18 holes-baan is begonnen in april 2008; de opening heeft op 14 mei 2011 plaatsgevonden. Deze baan is vooral bedoeld om grote toernooien op te laten spelen. Met de bouw van het nieuwe clubhuis is in 2009 begonnen. Er zijn 23 greenkeepers in dienst genomen om de speelvelden te onderhouden.
De tweede 18-holes golfbaan is ontworpen door Sam Torrance. Deze zal uitsluitend voor leden bestemd zijn. Er zijn 600 lidmaatschapsaandelen beschikbaar. Als bedrijfsleden hebben zich onder meer de Royal Bank of Scotland, de KLM, KPMG en de ABN Amro aangemeld. Een van de bekende leden is Joost Luiten, die op de baan zijn putten op goede green's wil verbeteren.

## Toernooien
Een belangrijk doel van The Dutch is het faciliteren van grote internationale toernooien.
- Geprobeerd werd om de Ryder Cup van september 2018 naar Nederland te halen. Dit plan werd gesteund door de Nederlandse Golf Federatie, PGA Holland en NOC*NSF.[1] De editie van 2018 werd echter niet aan The Dutch toegewezen maar aan Le Golf National in Frankrijk.
- In 2016, 2017 en 2018 werd het KLM Open op The Dutch gespeeld.

## Professionals
Het team van professionals dat aan The Dutch verbonden is bestaat uit Mauk de Booij, David Burnside, Tim Giles, Phil Helsby, Alan Saddington, Jonas Saxton, Raymond Scheffer, Robert Stevens en Robert Wootton.